# Nagat´ (wieś)
Nagat´ (ros. Нагать) – wieś (ros. деревня, trb. dieriewnia) w zachodniej Rosji, w osiedlu wiejskim Prigorskoje rejonu smoleńskiego w obwodzie smoleńskim.

## Geografia
Miejscowość położona jest nad rzeką Nagać, przy drodze federalnej R120 (Orzeł – Briańsk – Smoleńsk – Witebsk), 23 km od drogi magistralnej M1 «Białoruś», 1 km od centrum administracyjnego osiedla wiejskiego (Prigorskoje), 13,5 km od Smoleńska, 6 km od stacji kolejowej Tyczinino.
W granicach miejscowości znajdują się ulice: Jabłoniewaja, Jużnaja, Koopieratiwnaja, Ługowaja, Majskaja, Mołodiożnaja, Oziornaja, Pobiedy, Polewaja, Polewoj pierieułok, Radużnaja, Rosławlskaja, Sadowaja, Smolenskaja, Sołniecznaja, Wiesiennaja, 1-yj Wiesiennyj pierieułok, Winogradnaja, Wiszniewaja, Zariecznaja, Zaoziornaja.

## Demografia
W 2010 r. miejscowość zamieszkiwało 378 osób.

## Historia
W czasie II wojny światowej od lipca 1941 roku dieriewnia była okupowana przez hitlerowców. Wyzwolenie nastąpiło we wrześniu 1943 roku.